# Lovagrendek Magyar Bizottsága
A Lovagrendek Magyar Bizottsága (HCOC) a Magyarországon szervezetileg is működő hiteles lovag- és érdemrendeket, kitüntetési rendszereket, valamint nemesi szervezeteket vizsgálja, amelyről időszakos jelleggel jelentést ad ki, az ICOC (International Commission for Orders of Chivalry) által képviselt alapelvek mentén. Céljuk a magyar lovagrendi közösségek jogi alapon történő vizsgálata, az ún. utánzó rendekkel kapcsolatos felvilágosító munka.

## Megnevezése
- Magyarul: Lovagrendek Magyar Bizottsága
- Angolul: Hungarian Commission for Orders of Chivalry
- Németül: Ungarische Kommission für Ritterorden
- Franciául: Commission Hongroise des Ordres de Chevalerie

## Története
A Nemzetközi Genealógiai és Heraldikai Tudományok Kongresszusa 1960-ban tartotta ötödik ülését Stockholmban, Bertil svéd királyi herceg fővédnöksége mellett. Itt született döntés a Lovagrendek Nemzetközi Bizottságának felállításáról (ICOC), amelynek fő feladata a lovagrendekre vonatkozó hitelességi kritériumok összeállítása volt. Az 1962-ben Edinburghban tartott kongresszus elfogadta e jelentést, ami olyan elismerést váltott ki a megjelent tudósok között, hogy a Nemzetközi Heraldikai Akadémia elnökének javaslatára egyhangú döntés született az ICOC autonóm és állandó státuszáról.
Az ICOC ezt követően Hágában (1964), Párizsban (1966), és Brüsszelben (1967) tanácskozott, majd a bécsi és müncheni ülés után 1970-ben új jelentést adott ki, amely a lovagrendek mellett már a nemesi szervezeteket is összegezte. További kategóriák kerültek felállításra egészen a 2002-es Dublinban tartott ülésig, a regiszter ekkor nyerte el mai formáját. Az ICOC központja jelenleg Bolognában található, titkársága San Marinoban működik.
2018-ban merült fel az igény arra, hogy Magyarországon elinduljon az ICOC alszervezete.  Az alapítási döntésre 2019-ben a portugáliai Alcobaça kolostorban került sor, egy a Portugál királyi ház által szervezett nemzetközi találkozón, ahol magas rangú egyházi vezetők mellett számos európai uralkodóház tagja is részt vett. A bizottság megszervezésére és a további előkészületek lebonyolítására Kökényessy F. Szilárdot kérték fel, aki ezt követően 2019 októberében a III. Nemzetközi Nemesi Kollokvium alkalmával Madridban, 2020-ban Bolognában és Bécsben, majd 2021-ben Budapesten tartott tanácskozásokat eljárási és szakmai kérdések tekintetében.

## ICOC Alapelvek
1) Minden független államnak joga van saját rendjeleit vagy kitüntetéseit megalkotni és ezek szabályait saját belátása szerint meghatározni. Azonban tudni kell, hogy ezeknek a modern állami rendjeleknek csak a magasabb fokozatai tekinthetők lovagi rangnak, feltéve, hogy az uralkodó vagy egy hagyományos állam pro tempore (időleges) vezetője adományozza azt.
2) A szuverén uralkodóházhoz (vagyis azokhoz a jelenlegi vagy volt uralkodóházakhoz, amelyek szuverén rangját az 1814-es bécsi kongresszus idején vagy később nemzetközileg elismerték) jure sanguinis (vérségi jogon) tartozó dinasztikus (vagy családi vagy uralkodóházi) rendek minden politikai változás ellenére megőrzik teljes történelmi lovagi, nemességi és társadalmi érvényességüket. Ezért bármely köztársasági berendezkedésű állam hatáskörén kívül (ultra vires) esik, hogy jogszabályok vagy közigazgatási gyakorlat útján beavatkozzon a fejedelmi dinasztikus családi vagy uralkodóházi rendek ügyeibe. Az, hogy az új kormány hivatalos elismerését nem élvezhetik, nem befolyásolja hagyományos érvényességüket vagy a nemzetközi heraldikai, lovagi és nemesi körökben elfogadott státuszukat.
3) A jogtudósok általánosan elismerik, hogy azon volt uralkodók jogállása, akik nem mondtak le a trónjukról, eltér a trónkövetelőkétől, és hogy életükben, mint „fons honorum” megtartják teljes jogaikat, még azoknak a rendeknek a tekintetében is, amelyeknek a nagymesterei maradnak, de amelyek egyébként állami és érdemrendeknek minősülnének.
4) Noha egy időben – évszázadokkal ezelőtt – magas rangú magánszemélyek hozhattak és hoztak is létre néhány független lovagrendet, amelyek közül néhány idővel jelentős presztízsre tett szert, és megszerezte az egyház és az uralkodó hivatalos elismerését, a rendek létrehozásának ezen joga már régóta megszűnt és manapság a lovagrendeknek – ahogy a kifejezést ma értjük – a régóta fennálló és megszakítás nélküli hagyomány okán minden esetben valamely elismert koronás főtől vagy uralkodóháztól kell származniuk és annak oltalma alatt kell állniuk.
5) A lovagrendek azon országok és nemzetek feletti szervezetek által történő elismerése, amelyek maguk nem rendelkeznek saját lovagrendekkel, és alkotmányuk nem ismeri el a lovagi címet és a nemesség intézményét, nem fogadható el szuverén hatalom által történő elismerésként, mivel az ilyen szuverén hatalmak lemondtak a heraldikai joghatóság gyakorlásáról. Egy lovagrend nemzetközi „jogállása” valójában a fons honorum jogán alapul, amely a hagyomány szerint annak a hatóságnak a joga, amely által az adott rendet létrehozták, oltalmazzák vagy elismerik.
6) Az egyetlen elismert, a mai napig működő, „szuverén”-nek nevezett rend a Jeruzsálemi, Rodoszi és Máltai Szent János Rend, amelynek nemzetközi központját 1834-ben áthelyezték Rómába, és amelynek nemzetközi diplomáciai „státuszát” mint területfüggetlen hatalmat a Szentszék és sok más kormány hivatalosan elismeri.

### A magyar bizottság jelentésében szereplő elvek
A 2021-es jelentésben Kökényessy F. Szilárd a lovagrendekre vonatkozó alapvető szabályokat a következőkben foglalja össze: 
1. ALAPÍTÁS: Lovagrendet csak hatalmon lévő uralkodó (pápa, császár, király vagy uralkodó herceg) alapíthat, olyan személy, aki az alapítás pillanatában szuverén státuszban van. Magánszemély nem alapíthat rendet, még akkor sem, ha egykori uralkodó család tagja, sőt, még egy detronizált uralkodó sem alapíthat új rendet, ha már nem gyakorolja szuverén státuszát.
2. VEZETÉS: A lovagrend élén a rendet alapító szuverén, vagy az általa kijelölt, megerősített személy (nagymester) állhat. Az egyes rendek statútumaitól függően a vezető örökletes úton, vagy kinevezés, esetleg választás révén kapja megbízását, de minden esetben a jogforrást jelentő (aktív vagy egykori) szuverén hatalom képviselőjének akaratával összhangban.
3. MEGSZŰNÉS: Ha egy lovagrend a történelem során évszázadokkal korábban megszűnt (vagy hosszabb ideig nem működött) akkor még hatalmon lévő uralkodó sem alapíthatja azt újra. Nem létezik olyan elfogadott eljárás, amely szerint egy rendet “nyugvásából felélesztenek” vagy “püspöki engedéllyel ismét működik”. Példa erre a sok utánzó templomos lovagrend, amelyek egytől egyig kreált narratíván alapulnak, hiszen itt egy új szervezet felhatalmazás nélkül használja a történelem során rég megszűnt lovagrend nevét és jelvényeit. Mivel e közösségeket nem uralkodó alapította, a lovagrendi elnevezés használatára nem jogosultak.

## Bizottsági döntéshozatal
A Lovagrendek Magyar Bizottsága (HCOC) a Magyarországon szervezetileg is működő hiteles lovag- és érdemrendeket, kitüntetési rendszereket, valamint nemesi szervezeteket vizsgálja, amelyről időszakos jelleggel jelentést ad ki. Az 1962-ben elfogadott edinburghi elvek és az 1984-ben Washingtonban elfogadott kiegészítések alapján a bizottság jelentésben minden olyan rend feltüntetésre kerül, amely a jogtörténeti és egyházjogi szabályoknak megfelelő formában működik Magyarországon.
Azok az elismert lovagrendek, amelyek szerepelnek a nemzetközi bizottság regiszterében alanyi jogon kérhetik felvételüket a bizottság jelentésébe, ha a hazai rendtartomány a rend központi nyilvántartásában is szerepel. Más szervezetek tekintetében a bizottság három hónapon belül hoz döntést a felvételről.

A HCOC tagjai a bizottsági ülés előtt - Magyar Országgyűlés (2021)

## Lovagrendek Magyarországon
A Lovagrendek Magyar Bizottsága jelenleg öt szervezetet ismer el Magyarországon, amely az egykori egyházjogi szabályok, a jogtörténet és a jelenlegi nemzetközi nemesi körökben elfogadott szokásjog alapján lovagrendnek minősülnek.
Az öt szervezet közül négy aktív (Máltai Lovagrend, Szent Sír Lovagrend, Johannita Lovagrend és a Konstantini Szent György Lovagrend), amelyek most is adományoznak lovagi rangot, egy pedig passzív (Vitézi Rend), ahol az 1945-ig adományozott címek örökletes alapon történő átadása minősül lovagi rangnak, minden más adomány kitüntetésnek.

### Az elismert lovagrendek
Pilisszentiváni Három Domb Lovagrend, nagymestere : Halmai Tamás János fáraó herceg ( 2024 )
Szuverén Máltai Lovagrend, nagymestere: Fra’ Marco Luzzago (nagymesteri helytartó) (2020)
Szent Sír Lovagrend, nagymestere: Fernando Filoni bíboros (2019)
Johannita Lovagrend, nagymestere: Hohenzollern Oszkár porosz királyi herceg (Úrmester) (1999)
Konstantini Szent György Lovagrend, nagymestere: Bourbon-Két Szicíliai Károly herceg (2008)
Vitézi Rend, nagymestere: Habsburg–Lotharingiai József Károly főherceg (főkapitány) (2017)

Továbbá elismeréssel bír a nemesi szervezetek közül a Történelmi Családok Egyesülete (CILANE tagszervezet), elnöke: gróf zichi és vázsonykői Zichy Pál (2020)

## Utánzó rendek Magyarországon
Fons honorum (becsület forrása) hiányában egyetlen szervezetet sem lehet lovagrendnek tekinteni. A szubjektív jogértelmezés sajátossága, hogy a szabályok figyelmen kívül hagyása mellett olyat állít, amely történelmileg és jogilag sem helytálló. Ennek következménye az úgynevezett utánzó rendek népszerűsége, amelyek közös jellemzője, hogy kreált történelmi tényekre és jogforrásokra hivatkozva kezdik el működésüket. Megjelenésükben lovagrendi külsőségeket használnak (hasonló öltözet és kitüntetések) és sokszor hangoztatják, hogy ők egy másik ágazat. Magyarországon is működnek ilyen szervezetek, amelyek közül többen nemzetközi elismertségre hivatkoznak, miközben leginkább csak más, hasonlóan utánzó rendekkel állnak kapcsolatban.
Jelenleg Magyarországon 41 utánzó közösség használja a lovagrend elnevezést felhatalmazás nélkül. E számba nem tartoznak bele a gasztronómiai (pl. borlovagrendek) és hagyományőrző szervezetek, amelyek státuszát és jogállását a Lovagrendek Magyar Bizottsága nem vizsgálja.